# Anthony Morin
Anthony Morin (Saint-Brieuc, 27 juni 1974) is een Frans voormalig wielrenner die in het verleden reed voor onder meer Aubervilliers '93, BigMat-Auber '93, La Française des Jeux en Crédit Agricole.

## Carrière
Anthony Morin reed vijf maal de Ronde van Frankrijk, maar wist geen etappes te winnen.
In 2000 werd hij derde op de Franse kampioenschappen wielrennen op de weg bij de elite, achter Jacky Durand (tweede) en Christophe Camelle.
In 2004 wist hij, als amateur, nog een etappe te winnen in de Ronde van Guadeloupe.

## Erelijst
1997
- 3e etappe Circuito Montañés
- Mi-Août en Bretagne

2004
- 3e etappe Ronde van Guadeloupe

## Resultaten in voornaamste wedstrijden
| Jaar | Ronde van Italië | Ronde van Frankrijk | Ronde van Spanje |
| ---- | ---------------- | ------------------- | ---------------- |
| 1997 |                  | opgave              |                  |
| 1998 |                  |                     |                  |
| 1999 |                  | 105e                |                  |
| 2000 |                  | 90e                 |                  |
| 2001 |                  | 107e                |                  |
| 2002 |                  | 90e                 |                  |